# Sébazac-Concourès
 Sébazac-Concourès  (en occitano Sebasac) es una población y comuna francesa, situada en la región de Mediodía-Pirineos, departamento de Aveyron, en el distrito de Rodez y cantón de Rodez-Nord.

## Demografía
| 561 | 642 | 1727 | 2336 | 2703 | 2717 |
| Para los censos de 1962 a 1999 la población legal corresponde a la población sin duplicidades (Fuente: INSEE [Consultar]) |     |      |      |      |      |